# Vịt East Indie
Vịt East Indie (tạm dịch: Vịt Đông Ấn), còn được gọi với cái tên Vịt đen Đông Ấn là một giống vịt nhà đóng vai trò là một giống vịt cảnh. Giống vịt này được cho là có nguồn gốc từ Hoa Kỳ.

## Lịch sử
Đông Indie là giống vịt gọi có lịch sử lâu đời nhất.Giống vịt này được cho là có nguồn gốc ở Hoa Kỳ, nhưng nguồn gốc chính xác của nó không được biết đến. Giống vịt này có nhiều lúc được gọi bằng những cái tên khác, một số trong số đó - như "Brazil", "Buenos Aireas", "Labrador" - gợi ý nguồn gốc địa lý nơi giống vịt này phát xuất. Tuy nhiên, không có tài liệu nào liên quan đến giống vịt từ Đông Ấn, Nam Mỹ hay Labrador.:38 Người ta cho rằng giống vịt này được phát triển từ hình dạng ban đầu của nó ở Vương quốc Anh trong nửa sau của thế kỷ XIX, và sau đó đã được cải tiến hơn nữa ở Hoa Kỳ trong phần sau của thế kỷ XX.:38
Vịt East Indie đã được nhập khẩu vào Anh Quốc vào năm 1831, được cho là từ Buenos Aires, và được đặt trong Vườn Bách thú của Hội động vật Luân Đôn,:389 chúng lần đầu tiên được gọi là "Vịt Buenos Aires". Một số cá thể vịt khác ở Knowsley Hall, quê hương của Earls of Derby, vào khoảng năm 1850.:389 Vào năm 1853, vịt East Indie được mô tả trong Sách gia cầm của William Wingfield và George William Johnson, với hình minh họa của Harrison Weir.:296 Giống vịt này đã được đưa vào tiêu chuẩn xuất sắc ban đầu trong triển lãm gia cầm của William Bernhard Tegetmeier năm 1865, và với cái tên Vịt đen Indie trong Tiêu chuẩn đầu tiên của sự Hoàn hảo của tổ chức Hiệp hội gia cầm Mỹ năm 1874.:38:53